# Francesco Bracci
Pour les articles homonymes, voir Bracci.
Francesco Bracci (né le 5 novembre 1879 à Vignanello, dans le Latium, Italie, et mort le 24 mars 1967 à Rome) est un cardinal italien de l'Église catholique du XXe siècle, nommé par le pape Jean XXIII.

## Biographie
Francesco Bracci  étudie à Civita Castellana et à Rome. Après son ordination il fait du travail pastoral dans le diocèse de Civita Castellana et y est professeur et recteur au séminaire. Il va à Rome et exerce des fonctions au sein de la Curie romaine, notamment à la Rote romaine, comme secrétaire de la Congrégation pour la discipline des sacrements et comme prélat référendaire au tribunal suprême de la Signature apostolique.
Le pape Jean XXIII le crée cardinal  lors du consistoire du 15 décembre 1958. Bracci participe au conclave de 1963, lors duquel Paul VI est élu et assiste au IIe concile du Vatican en 1962-1965.  Il est élu archevêque titulaire d'Idassa en 1962.